# Asplenium basilare
Asplenium basilare là một loài thực vật có mạch trong họ Aspleniaceae. Loài này được (Fée) T. Moore miêu tả khoa học đầu tiên năm 1857.